# Lehmkuhle

Lehmgrube Giesshübel bei Zürich, 1910

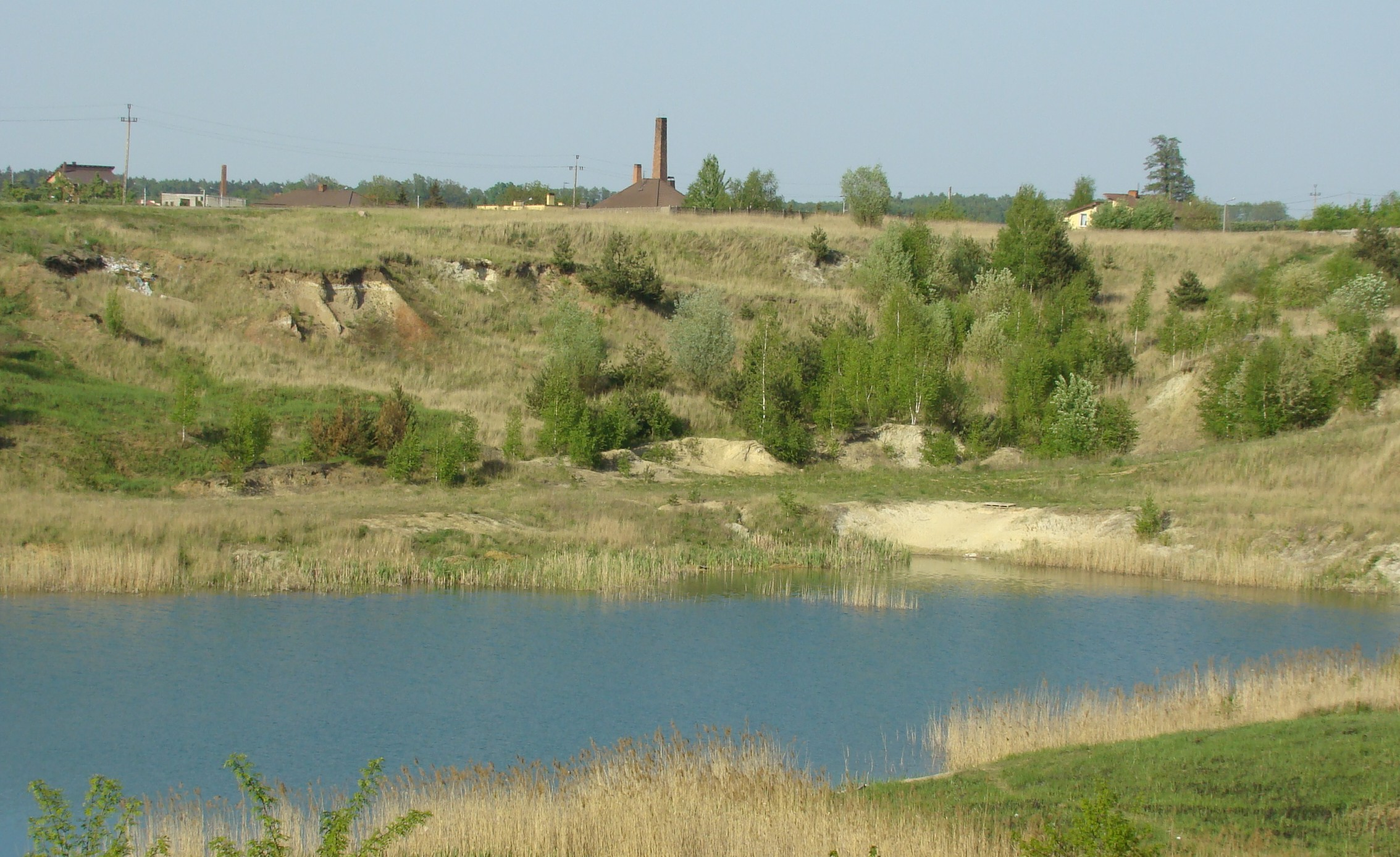
Mit Wasser vollgelaufene frühere Lehmgrube bei Kalisz

Lehmkuhlen oder Lehmgruben dienten einst der Gewinnung von Baulehmen. Für Lehme zum Verputzen, zum Ausfachen oder Wellern benötigte man zum Teil unterschiedliche Lehmqualitäten (differierender Tonanteil, Steinfreiheit), die in verschiedenen Gruben gewonnen wurden. Der Lehm wurde auch zur Herstellung von Lehmziegeln verwendet, die anschließend in direkter Nähe zur Lehmkuhle mittels Kohle gebrannt wurden. Hierbei entstanden witterungsbeständige Ziegelsteine, die sogenannten Feldbrandsteine bzw. Backsteine.

## Beendigung des Abbaus und Nachnutzung
Aufgelassene Lehmkuhlen bleiben nach Beendigung des Abbaus meist offen und füllen sich häufig mit Grundwasser. Daraus entstehen häufig Stillgewässer, die auch als Ziegelteiche bezeichnet werden. Sie werden oft als Fischteich oder Badesee genutzt und können Teil eines Erholungsgebietes sein. Vielfach entwickeln sich die Gewässer zu Rückzugsgebieten für Tiere und Pflanzen. Auch Vogel- und Naturschutzgebiete können entstehen.
Soweit frühere Lehmkuhlen keinen oder wenig Kontakt zum Grundwasser haben, wird das Loch meist verfüllt. Es dient als Deponie für Erdaushub, Bauschutt oder Hausmüll. In früheren Zeiten wurden manche Kuhlen zur Einlagerung von Sondermüll genutzt.

## Kleinteilige Lehmgewinnung
Nachdem an einem Lehmvorkommen der Mutterboden entfernt wurde, wurden im Herbst Holzpfähle ca. 1 Meter vom Rand der vorgesehenen Grube in den Lehm getrieben und gewässert. Durch Witterungseinflüsse (Regen, Frost-/Tauwechsel) brach der Rand ein, wurde am Grubenboden durchfeuchtet und durch Frost (Frostgare) aufbereitet.
Im Frühjahr stand in der Grube ein geschmeidiger, klumpenfreier Lehm zum Bauen zur Verfügung, der vor dem Austrocknen abtransportiert wurde.